# وائل نادر حلقی
وائل نادر الحلقی (زادهٔ ۴ فوریه ۱۹۶۴ در جاسم) پزشک و سیاست‌مدار سوری است. بشار اسد پس از پیوستن نخست‌وزیر سابقش ریاض فرید حجاب به گروه مخالفان در جنگ داخلی سوریه، در ۹ اوت ۲۰۱۲ او را به عنوان نخست‌وزیر جدیدش معرفی کرد. او که فردی سنی مذهب است پیش از این، وزیر بهداشت سوریه بوده است.

## زندگی، تحصیلات و شغل
دکتر وائل الحلقی در ۴ فوریه سال ۱۹۶۴ در جاسم استان درعا متولد شد. او مدرک پزشکی خود را در سال ۱۹۸۷ از دانشگاه دمشق دریافت کرد و در سال ۱۹۹۱ هم موفق به اخذ تخصص در رشته زنان و زایمان از همین دانشگاه گردید. او در سال ۲۰۱۰ رئیس اتحادیه پزشکان سوریه شد و پس از آن به سمت وزیر بهداشت این کشور منصوب شد.
دکتر وائل الحلقی به علت تلاش‌های زیادی که در سال‌های آغازین و دروان سخت جنگ داخلی در سوریه برای نجات سوریه از خطر تروریسم انجام داد، لقب رئیس دولت مبارزه با تروریسم در سوریه را به خود گرفت.
وی هم‌اکنون در دانشگاه خصوصی قاسیون در دمشق به عنوان استاد و رئیس هیئت امناء این دانشگاه مشغول به کار است.